# Brunettia novaezealndica
Brunettia novaezealndica är en tvåvingeart som beskrevs av Satchell 1950. Brunettia novaezealndica ingår i släktet Brunettia och familjen fjärilsmyggor. Inga underarter finns listade i Catalogue of Life.